# آمانوگاوا (درخت)
آمانُوگاوا (به ژاپنی: 天の川 アマノガワ amanogawa) نام علمی بر اساس کتاب ساکورای ژاپن 
(Cerasus lannesiana 'Erecta' Miyoshi) نام یک نوع درخت ساکورای باغی است. کاشت درخت در دوره میجی در پشته آراکاوا آغاز شده و پس از آن در سراسر کشور ژاپن پخش شده‌است. تمامی شاخه‌های اصلی و فرعی و حتی گل آن راست به سوی بالا جهت دارند و به صورت عمودی پخش نمی‌شوند. به همین مناسبت معنی نام کانجی آن رود آسمان است.

## ویژگی گل
- تعداد گلبرگ: ۱۰-۲۰ عدد
- رنگ:صورتی کمرنگ
- قطر گل: ۴٫۴ تا ۵٫۲ سانتیمتر
- زمان گل‌دهی:اوایل تا اواسط ماه آوریل
- محل نمونه:باغ گیاه‌شناسی جنگل تاما